# Alvarlarvmördare
Alvarlarvmördare (Calosoma reticulatum) är en skalbaggsart som först beskrevs av Fabricius 1787.  Alvarlarvmördare ingår i släktet Calosoma, och familjen jordlöpare. Enligt den svenska rödlistan är arten starkt hotad i Sverige. Arten förekommer på Öland. Arten har tidigare förekommit i Götaland men är numera lokalt utdöd. Artens livsmiljö är jordbrukslandskap.

## Bildgalleri

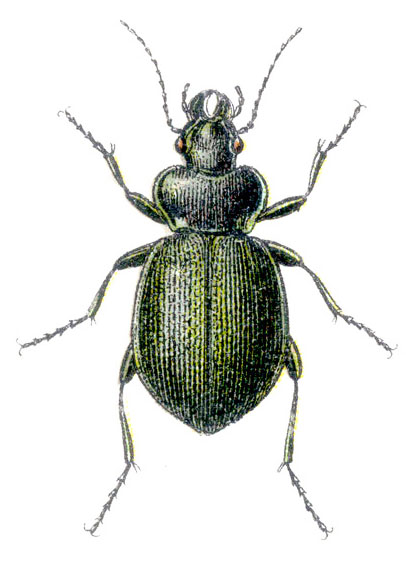
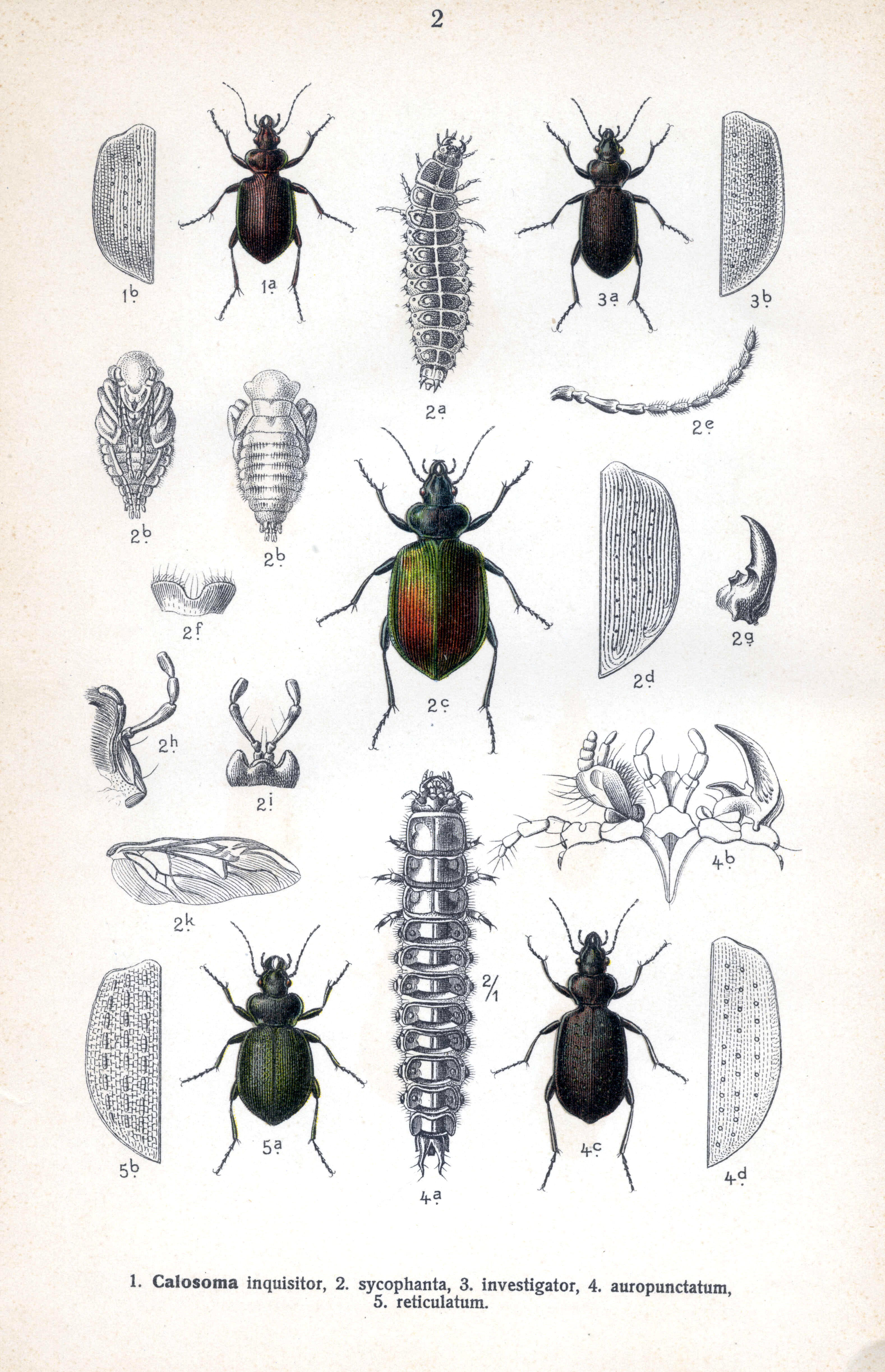
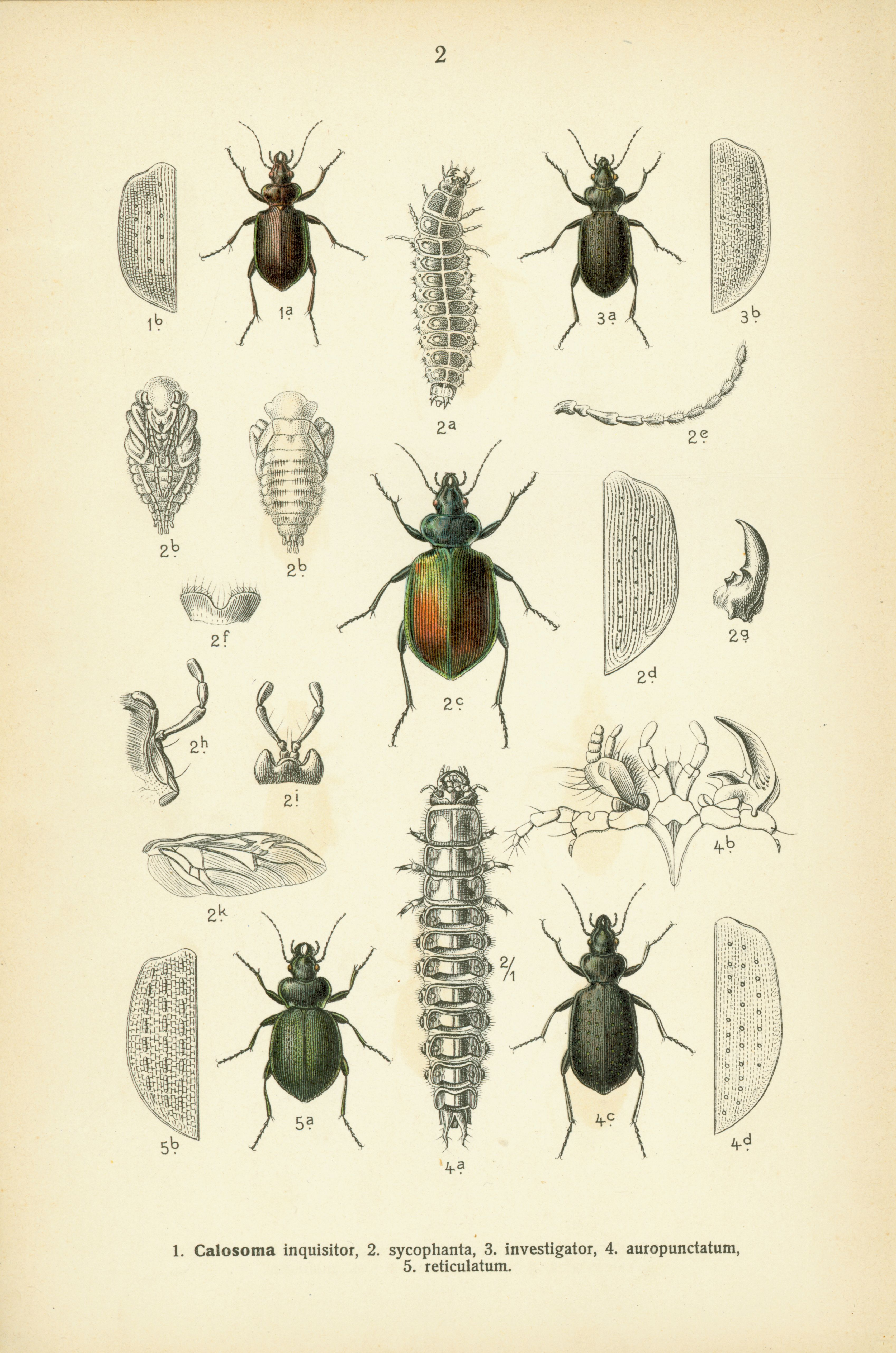